# 하타카촌
하타카촌(일본어: 畑賀村)은 일본 히로시마현 아키군에 있던 촌이다. 현재의 히로시마시 아키구의 일부에 해당한다.

## 역사
- 1889년 4월 1일 - 정촌제 시행에 의해 아키군 나카노촌이 단독으로 촌제를 시행해, 하타카촌이 성립하였다.
- 1926년 9월 히로시마 호우 재해로 큰 피해를 입었다.
- 1956년 9월 30일 - 나카노촌, 세노촌과 합병 세노가와정이 신설해 폐지되었다.

## 참고문헌
- 角川日本地名大辞典 34 広島県
- 『市町村名変遷辞典』東京堂出版、1990年。